# 军阀

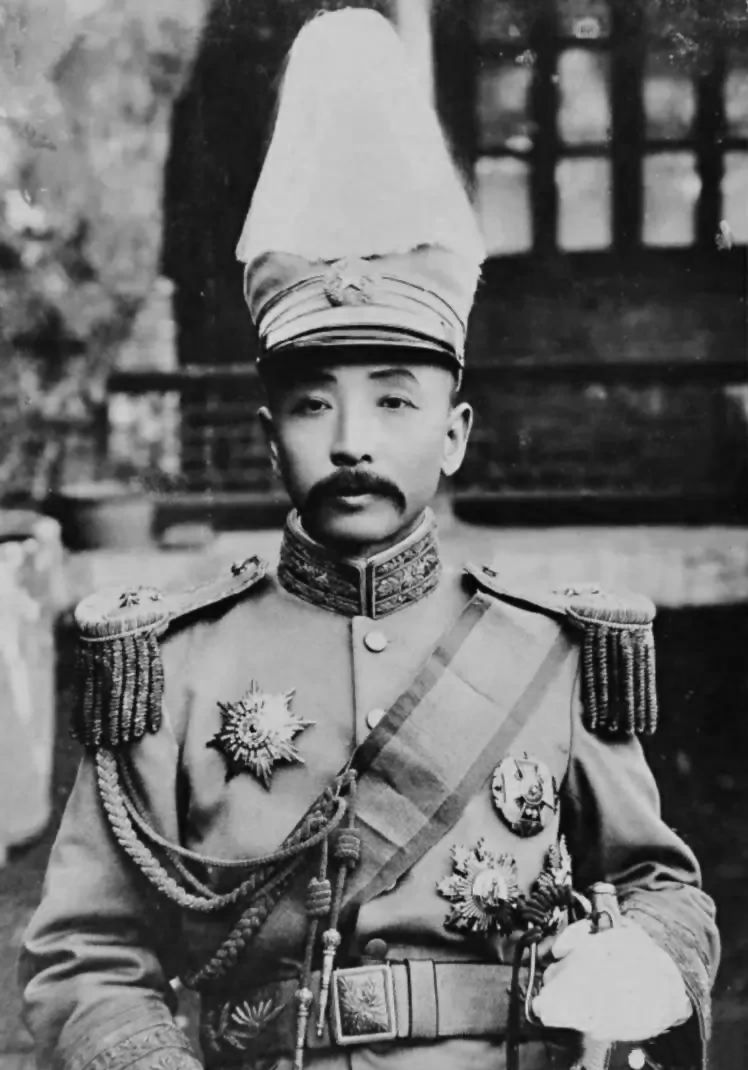
北洋軍閥張作霖

軍閥是一個政治概念，具有多種定義和表現形式。張玉法在《中國現代史》中將軍閥定義為軍人以武力為後盒，割据一方，以保有並擴張自己的權位。另一種定義將軍閥描述為控制政治的反动军人或反动军事集团。在某些情況下，被消滅或勢力不夠而失敗的政權或割據勢力被視為軍閥，如東漢初的公孫述、元朝末年的陳友諒等。軍閥這一詞彙也用於描述一個統一政權軍隊內部的不同派系，例如日本帝國時期軍部裡的長州派、薩摩派、皇道派、統制派等各種派系。在中華民國初年，軍閥通常指以武力割據一方的地方軍事政權，如張作霖、段祺瑞等北洋軍閥。日本戰國時期的大名也可被視為類似現象。
軍閥的特徵包括以武力作為政治資本、擁兵自重，佔有國家土地、國家資源，以擴張地盤為主要目的。軍閥的形成過程中，常由掌控軍事、經濟的名士演變而來，尤其在中央勢力衰弱時期。在某些現代民主國家中，不聽中央政府指揮的地方首長或勢力，而自己為政者，有時被稱為軍閥，或"地方諸侯經濟"。軍閥的廣義定義為擁有軍隊，並把持某些權利的團體。在政治和軍事史上，存在不同類型的分裂局面，如秦朝時期的连横政策；大英帝國對於殖民地的手段；美蘇於冷戰時期對世界各地政府內部的資本主義和共產主義之爭（分而治之）。中國歷史上出現過諸侯、刺史/州牧、節度使等等的地方政權。

## 各國歷史上曾被軍閥分據的時期
世界历史上，许多国家都曾经历过军阀割据的时期，尤其是在中央政府力量衰弱，地方势力崛起的情况下，军阀割据现象尤为普遍。 亚洲和欧洲历史上，多个国家和地区都曾出现过军阀割据的局面。
中国历史上，军阀割据现象频现，例如春秋战国时代的諸侯割据（春秋戰國时代）、秦朝末年的秦末民變（秦朝末年大澤起義至西漢初年垓下之戰）、新朝末年的新末民變（新朝末年赤眉、綠林起事至東漢初年劉秀登基）、東漢末期、三國時代的州牧割据、西晉末年开始的五胡十六國、南北朝（西晉末年永嘉之亂至隋文帝統一全国）、隋朝末年的隋末民变（隋朝末年至唐太宗統一全国）、唐朝中晚期、五代十國的河朔三镇、元朝末年的元末民變（元朝末年至朱元璋统一全国）、明朝末年的明末民變（明朝末年至康熙滅三藩、明鄭）以及中華民國初年的軍閥割據（中華民國初年）。  此外，日本、朝鲜半岛、印度和西亚等地区也都曾经历过不同形式的军阀割据时期，例如日本的南北朝時代、戰國時代，朝鲜半岛後三國时期的豪族，印度的列國時代和土邦，以及西亚的繼業者時期、安息帝国晚期以及阿拉伯帝國滅亡前（非沙烏地阿拉伯，而是伊斯蘭教先知穆罕默德建立的）。 欧洲的德意志地区在神聖羅馬帝國时期，以及神聖羅馬帝國灭亡后（普鲁士统一前）都存在着诸侯割据的局面。 东欧地区（德意志以东、 俄羅斯以西）在中世紀也长期处于封建割据状态。  中南半岛的泰越寮三国以及印度尼西亞（兼包括東帝汶、巴布亞新幾內亞），在中世纪时期也都经历过军阀割据的阶段。
中华民国初年的军阀割据，以控制北京北洋政府的北洋系势力最为强大，包括直系（馮國璋、孫傳芳、吳佩孚）、皖系（段祺瑞、徐樹錚、盧永祥）和奉系（張作霖、張學良）。 其他地方势力，如西南军阀、西北軍、晋系（閻锡山）、滇系（龍雲、唐继尧）、桂系（陆荣廷、譚浩明、沈鸿英、陈炳焜（旧）、李宗仁、白崇禧、黄绍竑（新））、粤系（陈炯明）、湘系（赵恒惕、唐生智）和黔系（袁祖铭、刘显世）等，则割据一方，依附于国家级军阀或相互之间发生混战。  例如，西北軍就包括国民军（馮玉祥、韩复榘、宋哲元、石友三）、马家军（马鸿宾、马鸿逵、馬步青、馬步芳、馬安良、馬廷賢、馬仲英）、新疆军阀（楊增新、金樹仁、盛世才）和陕军（杨虎城、高桂滋、陈树藩）等势力。 其他地方割据势力还包括河南的赵倜、刘镇华、白朗、張慶等。
军阀割据的产生，是多种因素共同作用的结果。 其中，中央政府势力的衰弱是重要原因之一。 中央政府政治、经济管辖力减弱，地方势力趁机坐大。 地方势力可以自行练兵、抽税，甚至与列强私自订约，例如东南互保。 内战不断，造成农村经济破产，民生凋敝，也为军阀的产生提供了土壤。 军阀的出现又加剧了内战，形成恶性循环。 此外，列强的支持也是军阀割据的重要推手。 列强为了维护自身在中国的利益，往往会扶持不同的军阀势力，例如直系有英美支持，西南军阀有法支持，奉系有日本支持，国民政府和共产党有美苏支持。 据胡梦华〈中国军阀之史的叙述〉整理，列强援助军阀的目的是：“（列强）希望中国顶好变成印度或朝鲜第二，或至少保持苟延残喘的状态，好让他们从中漁利。他们虽不能阻止中国一般革命志士出来救国、建国、治国；他们却可找出一般卖国自私的军阀，給以小惠，助以实力，来做他们的侵华工具。而军阀为厚植自己势力，也向帝国主义者结纳，抵押国家利權大借外债，购买軍械，以图吞并其他军阀。 ”
除了上述因素外，地理环境也是导致军阀割据的重要原因。 一些地区由于地形复杂，易守难攻，例如四川、山西，容易形成割据势力。 地域情结也容易导致地方势力对抗中央，例如中国历史上长期存在的南北方对立。 1928年国民政府完成北伐，初步结束了军阀割据的局面。  但是，一些地方军阀的势力仍然存在，并继续影响着中国政局，直到第二次国共内战结束，中华人民共和国成立，中国才真正结束了长期的军阀割据历史。
在现代缅甸，也有昆沙、鲍有祥、林明贤、彭家声等军阀割据一方。 